# Taylor Fry
Taylor Fry est une actrice américaine née le 1er août 1981. Elle a joué la fille de John McClane dans Piège de cristal et Lavinia dans La Petite Princesse. Elle apparaît régulièrement à la télévision.

## Filmographie
- 1988 : Piège de cristal (Die Hard) de John McTiernan
- 1992 : Le Choix d'une mère (A Private Matter) de Joan Micklin Silver